# Draconarius molluscus
Draconarius molluscus là một loài nhện trong họ Amaurobiidae.
Loài này thuộc chi Draconarius. Draconarius molluscus được miêu tả năm 1990 bởi Jia-Fu Wang et al..